# Château d'eau de Malá Strana
Le château d'eau de Malá Strana, également appelé tour Petržilkovská, est le plus petit château d'eau historique de Prague, le seul des châteaux d'eau historiques sur la rive gauche de la Vltava. Il est situé dans le quartier de Smíchov (Prague 5) sur l'île Petržilkov, près du quai Janáček et de la pointe sud de l'île Dětsky.

## Histoire et description
L'édifice se dresse sur le site de l'ancien moulin Petržilka, dont le propriétaire était le meunier Jan Petržilka, d'où son nom. Entre 1561 et 1562, un château d'eau en pierre a été construit ici à la place de la tour en bois d'origine près du moulin, qui approvisionnait le quartier Malá Strana de Prague en eau de la rivière Vltava. Le château d'eau a servi à cet effet jusqu'en 1886. En 1987 et 1988, la tour a été reconstruite et reliée par une passerelle au bâtiment administratif adjacent. La hauteur du château d'eau est de 34 mètres et a sept étages.
En 1826, comme le château d'eau de la vieille ville, les installations hydrauliques adjacentes ont été équipées de pompes par l'ingénieur tchèque Josef Božek.

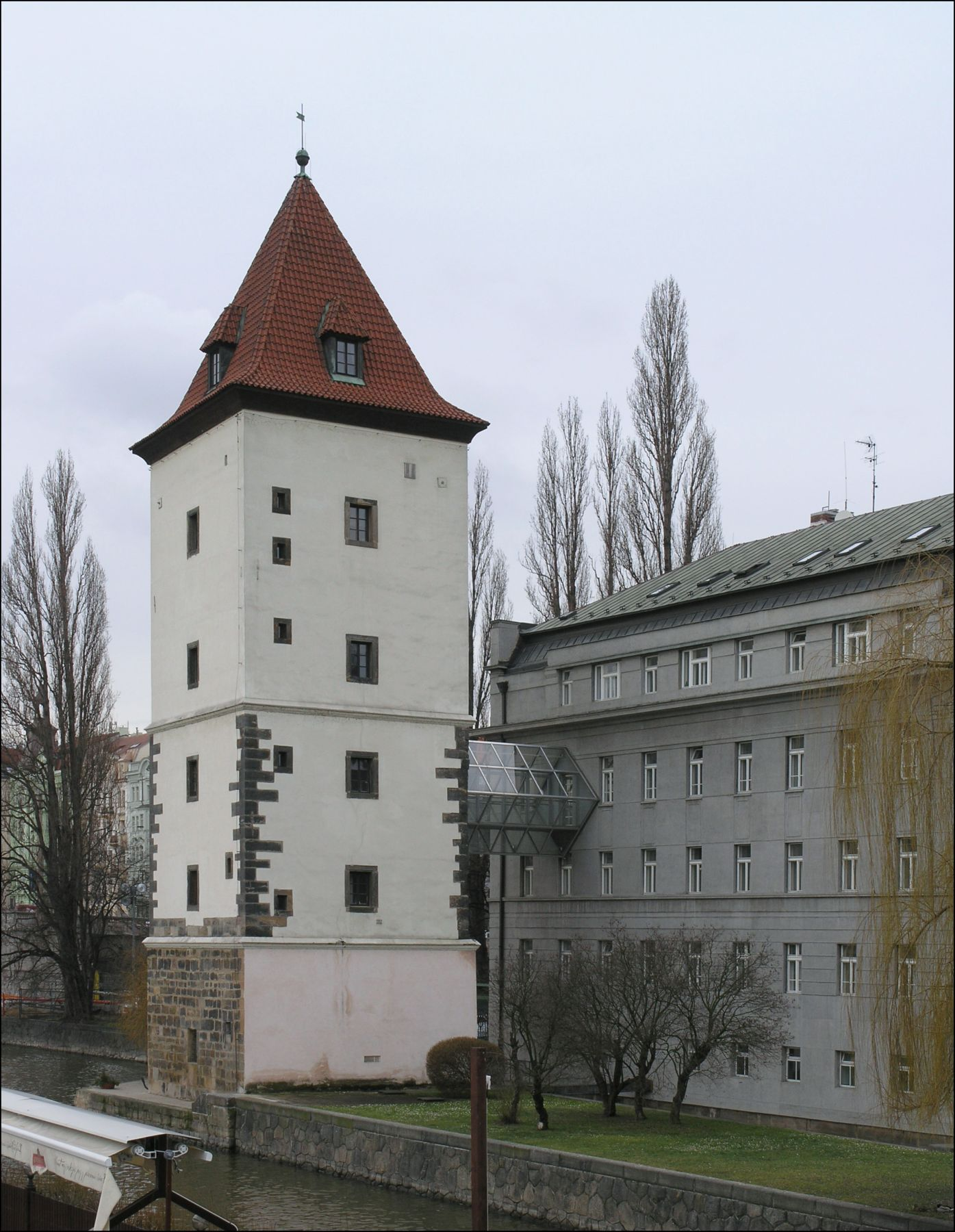
Vue de la tour

### Articles Liés
- Château d'eau de la vieille ville - aujourd'hui musée Bedřich Smetana
- Usine d'eau de Podoli
- Château d'eau de Vinohrady
- Château d'eau de Libeň